# 1,2-Dioxetán-dion
Az 1,2-dioxietán-dion szénből és oxigénből álló vegyület, azaz a szén egyik oxidja.
Szerkezetileg tekinthető az 1,2-dioxetán ketonjának, vagy a szén-dioxid dimerjének.
Nagyon bomlékony vegyület még −93 °C-on is, de tömegspektrométerrel és más módszerekkel kimutatható.
Átmenetileg keletkezik világító rudakban a kemolumineszcencia során.

## Fordítás
Ez a szócikk részben vagy egészben  a(z)   1,2-Dioxetanedione című angol Wikipédia-szócikk fordításán alapul.  Az eredeti cikk szerkesztőit annak laptörténete sorolja fel. Ez a jelzés csupán a megfogalmazás eredetét és a szerzői jogokat jelzi, nem szolgál a cikkben szereplő információk forrásmegjelöléseként.